# Marinha Indiana
A Marinha da Índia (em hindi: ; em inglês: Indian Navy; sigla: IN) é o ramo marítimo das forças armadas da Índia. O seu comandante em chefe é o presidente da Índia. O chefe do estado maior naval, um almirante, é um comandante quatro estrelas. Há aproximadamente 58 000 membros em serviço ativo, incluindo 5 000 membros da aviação naval, 1 200 comandos marítimos e 1 000 soldados Sagar Prahari Bal, fazendo com que seja a quinta maior marinha do mundo. A Marinha Indiana atualmente opera cerca de 180 navios, incluindo os porta-aviões INS Viraat e INS Vikramaditya, juntamente com caças a jato operacionais.
Embora o objetivo primordial da Marinha Indiana é o de garantir as fronteiras marítimas nacionais, a Índia também usa sua marinha para melhorar suas relações internacionais por meio de exercícios conjuntos, visitas a outros países amigos e missões humanitárias, incluindo o alívio de desastres. Nos últimos anos, tem sofrido uma ampla modernização e expansão, como parte do seu objetivo de se tornar uma marinha de alto mar a médio prazo em cooperação com a China.
|  |  |
|  |  |
|  |  |